# Брижит Бардо
Брижит Ан-Мари Бардо (на френски: Brigitte Anne-Marie Bardot, също грешно и като английска транскрипция появила се в началото на XXI век Бриджит Бардо) е френска актриса, певица и манекенка, която по-късно става активист за правата на животните. Тя е един от най-известните секс символи на 50-те, 60-те и 70-те години на ХХ век.

## Биография
Брижит Бардо е родена на 28 септември 1934 година в Париж. Тя е дъщеря на Луи Бардо (1896 – 1975) и Ан-Мари Бардо (1912 – 1978). Луи има инженерна степен и работи с баща си Шарл Бардо в семейния бизнес. Луи и Ан-Мари се женят през 1933. Бардо израства във високата средна класа римокатолически бдителен дом. Когато е на седем години, е приета в частно училище. Тя ходи на училище три дни в седмицата, в противен случай учи у дома си. Това дава време за уроци по танци в студиото на Мадам Бургет по три дни в седмицата. През 1947 година е приета в Консерваторията в Париж. В продължение на три години тя ходи на балет при руския хореограф Борис Князев. Една от съученичките ѝ е Лесли Карон.
По покана на познат на майка ѝ участва в модно шоу през 1949 година. През същата година позира за модното списание „Jardin des Modes“, управлявано от журналистката Елен Лазареф. На 15-годишна възраст се появява на мартенската корица на „Elle“ (1950) и е забелязана от кинорежисьора Роже Вадим. Той показва списанието на режисьора и сценарист Марк Алегре, който предлага на Бардо възможност да се яви на прослушване за „Les lauriers sont coupés“. Бардо получава ролята, но снимките на филма са прекратени, това все пак я кара да помисли за кариера на актриса. Познанството ѝ с Роже Вадим, който присъства на прослушването, повлиява на бъдещия ѝ живот и кариера.

### Кариера
Брижит Бардо започва актьорската си кариера през 1952 година, участва в 16 филма, които имат ограничено международно издаване. Тя става световноизвестна през 1957 година след участието си в противоречивия филм „И бог създаде жената“. Привлича вниманието на френските интелектуалци, като е тема за есето на Симон дьо Бовоар – „Синдромът на Лолита“, където Бардо е представена като „локомотив на женската история“ и е изградена върху екзистенциалните теми, за да я представи като първата и най-освободената жена на следвоенна Франция.
По време на кариерата си в шоу-бизнеса тя участва в 47 филма, с изпълнения в няколко музикални предавания и записва над 60 песни.

### Личен живот
През 1973 година Бардо се оттегля от развлекателната индустрия.
През 1985 година става носител на Ордена на Почетния легион, но отказва да го приеме.
След пенсионирането си се утвърждава като активист за правата на животните.
През 2000 година тя инициира полемика, като критикува имиграцията и исляма във Франция и е глобена пет пъти за подбуждане на расова омраза.

## Избрана филмография
| Година | Филм                          | Оригинално заглавие                        | Роля                        | Режисьор        |
| ------ | ----------------------------- | ------------------------------------------ | --------------------------- | --------------- |
| 1952   | Нормандската дупка            | Le Trou Normand                            | Жавоте Льомоан              | Жан Бойер       |
| 1955   | Големите маневри              | Les Grandes Manœuvres                      | Люси, дъщерята на фотографа | Рене Клер       |
| 1956   | И бог създаде жената          | Et Dieu… créa la femme                     | Жулиет                      | Роже Вадим      |
| 1957   | Парижанката                   | Une Parisienne                             | Брижит Лорие                | Мишел Боарон    |
| 1958   | Перли на лунна светлина       | Les bijoutiers du claire de lune           | Урсула                      | Роже Вадим      |
| 1958   | В случай на нещастие          | En cas de malheur                          | Ивета Моде                  | Клод Отан-Лара  |
| 1959   | Жената и куклата              | La Femme et le Pantin                      | Ева Маршан                  | Жулиен Дювивие  |
| 1959   | Бабет отива на война          | Babette s'en va-t-en guerre                | Бабет                       | Кристиан-Жак    |
| 1959   | Искате ли да танцувате с мен? | Voulez-vous danser avec moi?               | Виржиния Дандио             | Мишел Боарон    |
| 1960   | Истината                      | La Vérité                                  | Доминик Марсо               | Анри-Жорж Клузо |
| 1961   | Личен живот                   | Vie privée                                 | Жил                         | Луи Мал         |
| 1963   | Презрението                   | Le Mépris                                  | Камил Жавал                 | Жан-Люк Годар   |
| 1964   | Папараци                      | Une ravissante idiote                      | Пенелопа Лайтфеър           | Едуар Молинаро  |
| 1965   | Вива Мария!                   | Viva Maria!                                | Мария                       | Луи Мал         |
| 1968   | Шалако                        | Shalako                                    | графиня Ирина Лазаар        | Едуард Дмитрик  |
| 1970   | Нова в занаята                | Les Novices                                | Анес                        | Ги Казарил      |
| 1971   | Петролотърсачките             | Les Pétroleuses                            | Луиза / Френчи Кинг         | Кристиан-Жак    |
| 1971   | Булевардът на рома            | Boulevard Du Rhum                          | Линда ла Рю                 | Робер Енрико    |
| 1973   | Дон Жуан-73                   | Don Juan ou Si Don Juan était une femme... | Жуана                       | Роже Вадим      |